# Fortunato Maria Farina
Fortunato Maria Farina (Baronissi, 8 de marzo de 1881-Foggia, 20 de febrero de 1954) fue un arzobispo católico italiano.

## Biografía
Nació en la localidad Baronissi, en la Campania. Fue ordenado sacerdote el 18 de septiembre de 1904. El 21 de junio de 1919 fue nombrado por Benedicto XV, obispo de Troia. Recibió la ordenación episcopal el 10 de agosto de 1919 por la imposición de manos del cardenal Gaetano De Lai.
En 1933 fundó la Santa Milizia di Gesù. Farina, que era también el superior de esta fundación, quería ofrecer a los sacerdotes diocesanos ayuda para su perfección sacerdotal y dar un mejor servicio a los apostolados diocesanos. La Santa Milizia contar con un grupo de presbíteros que estrecharan los lazos de obediencia con su persona y entre ellos. Los sacerdotes profesaban los consejos evangélicos de pobreza, obediencia y castidad, para impedir que las mejores vocaciones sacerdotales buscasen un camino de santidad en la vida religiosa. El obispo actuaba a través de un delegado. Después de veinte años sin recibir ningún reconocimiento jurídico, que fue solicitado por el sucesor de monseñor Farina (1953), llegó la aprobación en enero de 1954, confederándose después de su erección diocesana con los Sacerdoti Missionari della Regalità di Nostro Signore Gesù Cristo. Esta fundación carecía de iniciativas apostólicas propias en la diócesis, salvo dos casas en Troia y Foggia para residencia en común de los sacerdotes miembros.
El 18 de diciembre de 1924, el Papa Pío XI le nombró obispo de Foggia. En la Segunda Guerra Mundial, durante los devastadores bombardeos de Foggia (mayo-septiembre de 1943) llevados a cabo por las fuerzas británicas y estadounidenses, fue el autor de un meticuloso y sincero informe enviado al Papa Pío XII para informarle del incidente. El 15 de mayo de 1951 dimitió como obispo de Troia.
El 1 de febrero de 1954 renunció como obispo de Foggia y fue nombrado arzobispo titular de Adrianópolis de Onorias (Patriarcado latino de Constantinopla). Murió el 20 de febrero del mismo año. Fue enterrado en la catedral de Foggia.
El 24 de mayo de 2008 concluyó la fase diocesana de la causa de canonización. El 23 de noviembre, el Papa Francisco autorizó a la Congregación para las Causas de los Santos a promulgar el Decreto sobre las virtudes heroicas del Siervo de Dios, declarándolo Venerable.